# Dermophis oaxacae
Espèce
Synonymes
- Gymnopis multiplicata oaxacae Mertens, 1930 "1929"

Statut de conservation UICN

 DD  : Données insuffisantes
Dermophis oaxacae est une espèce de gymnophiones de la famille des Dermophiidae.

## Répartition
Cette espèce est endémique du Mexique. Elle se rencontre au Jalisco, au Michoacán, au Guerrero, en Oaxaca et au Chiapas.

## Étymologie
Son nom d'espèce lui a été donné en référence au lieu de sa découverte.

## Publication originale
- Mertens, 1930 "1929" : Beiträge zur Herpetologie Mexikos. IV. Bemerkungen über die von Herrn. Dr. L. Lafrentz in Mexiko gesammelten Amphibien und Reptilien. Abhandlungen und Berichte aus dem Museum für Natur- und Heimatkunde zu Magdeburg, vol. 6, p. 153-155.